# The Red Lily
The Red Lily (Lírio Entre Espinhos (título em Portugal) ) é um filme de drama norte-americano de 1924, dirigido por Fred Niblo, estrelado por Ramón Novarro, Enid Bennett e Wallace Beery.

## Elenco
- Ramón Novarro - Jean Leonnec
- Enid Bennett - Marise La Noue
- Frank Currier - Hugo Leonnec
- Mitchell Lewis - D'Agut
- Rosita Marstini - Madame Charpied (creditada como Risita Marstini)
- Sidney Franklin - M. Charpied
- Wallace Beery - Bo-Bo
- George Nichols - Concierge
- Emily Fitzroy - Mama Bouchard
- George Periolat - Papa Bouchard
- Rosemary Theby - Nana
- Milla Davenport - Madame Poussot
- Gibson Gowland - Le Turc
- Dick Sutherland
- O Filme The Red Lily.Marcelle Corday - mulher no bar (não creditada)